# ソーホー・ハウス

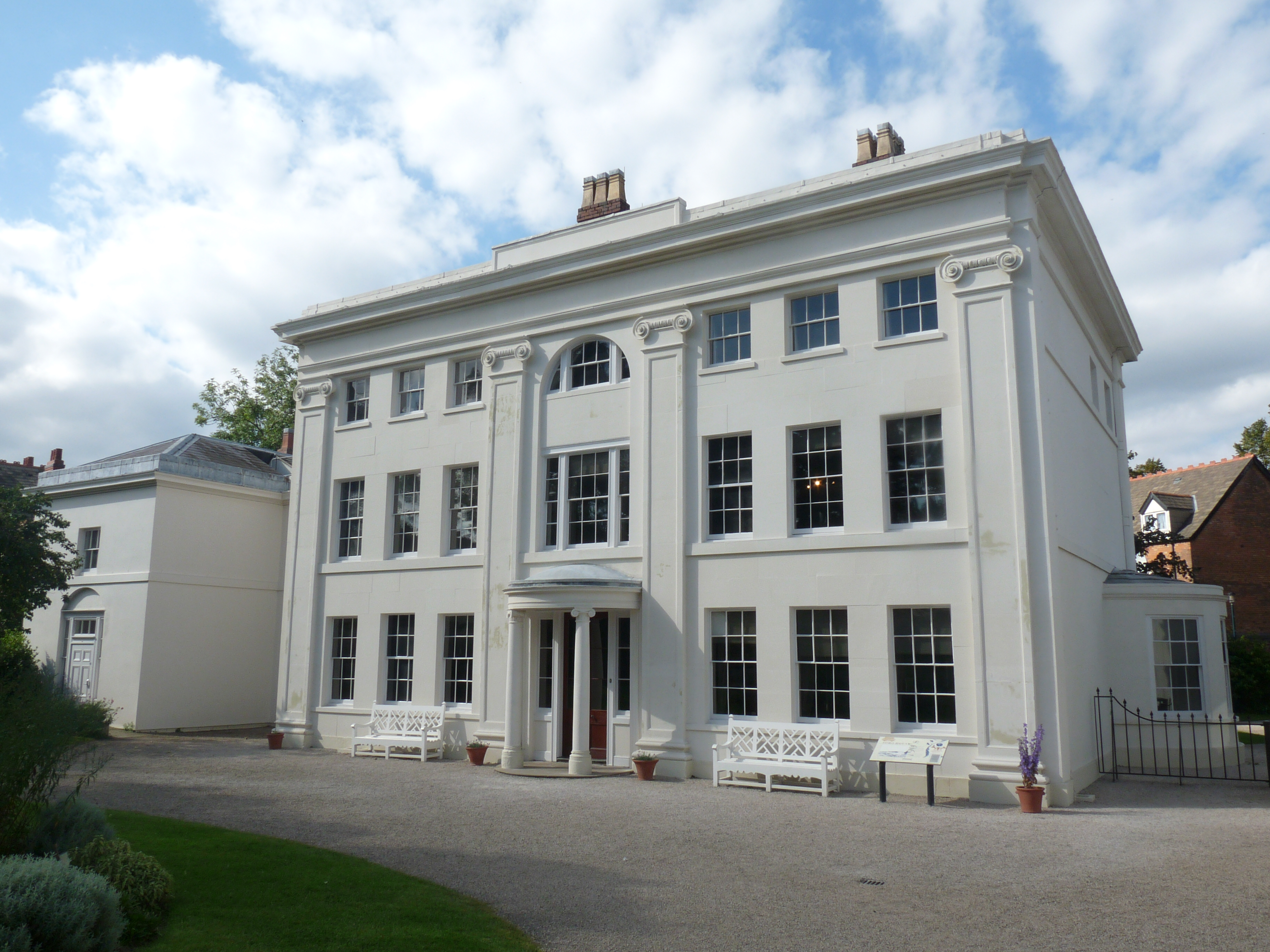
正面から見たソーホー・ハウス。

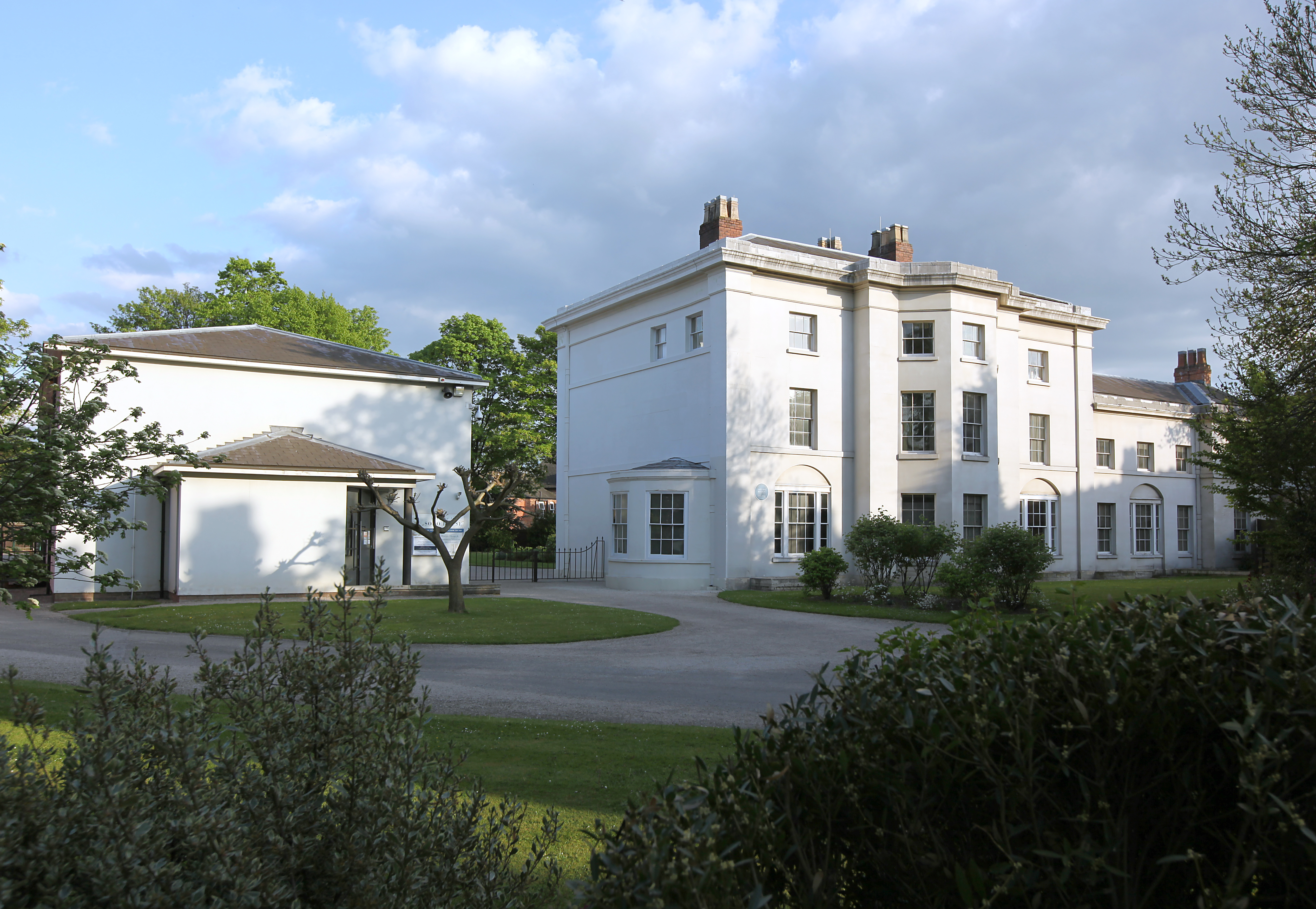
現在のアクセス道路から見たソーホー・ハウス（中央）と付属する建物の背面。

ソーホー・ハウス（英語: Soho House）は、イングランド中部バーミンガム市ハンズワース(Handsworth)にあるマシュー・ボールトンの邸宅。ボールトンはこの場所に、1766年から、1809年に没するまで住んでいた。現在は、博物館（1995年開館）として、ボールトンの生涯や、ジェームズ・ワットとのパートナーシップ、ルナー・ソサエティの一員としての活動などについて顕彰する展示が置かれている。設計はサミュエル・ワイアット(Samuel Wyatt)で、現在の建物の建設は1789年に始まった。建物の拡張が竣工したのは1796年で、こちらはサミュエルの弟ジェームズ・ワイアット(James Wyatt)の設計によっており、このとき正面玄関部分が増築された。ソーホー・ハウスは、イギリス指定建造物のグレード2*に指定されている。
ボールトンは、1761年に、当時建設されて5年が経っていたソーホー水車(Soho Mill)の賃借権を得て、やがてそれをソーホー工場(Soho Manufactory)に発展させた。ボールトンは、水車の隣にあった小屋に、何度も増改築を重ね、ソーホー・ハウスを造り出した。建物の表面は、色が塗られたスレートで覆われ、外見は大きな石材のブロックを用いているように見える。ボールトンは、ソーホー工場が完成した1766年にここに移り住んでいるが、この工場は1863年に解体された。
現在の博物館は「コミュニティ・ミュージアム」と称するバーミンガム美術館の分館という位置づけでバーミンガム市当局が所有・運営しており、無料公開されている。上記の常設展示の他、地元に関係する展覧会などの会場となることもある。
ソーホー・ハウスには、マシュー・ボールトンを記念したブルー・プラークが設置されている。
ボールトンが死去した後、博物館として開館するまでの間、この建物は様々な用途で使われており、博物館になる少し前には、警察官の宿舎として使用されていた。